# 세크레틴
세크레틴(secretin)은 몸 전체에서 물의 항상성을 조절하는 호르몬으로, 위, 이자, 간에서 분비가 조절되어 샘창자의 환경에 영향을 미친다. 샘창자의 창자샘에 위치한 S세포에서 생산되는 펩타이드 호르몬이다. 사람에서 세크레틴 펩타이드는 SCT 유전자에 의해 암호화된다.
세크레틴은 (1) 위의 벽세포에서 위산의 분비를 억제하고 (2) 이자의 관세포에서 중탄산염의 분비를 자극하여 샘창자의 pH를 조절하는 것을 돕는다. 또한 쓸개관의 쓸개관세포에서 중탄산염과 물이 분비되는 것을 자극하는 방식으로 pH를 조절하여 담즙산으로부터 쓸개관을 보호하고, 쓸개관의 흐름을 촉진한다. 이때 콜레시스토키닌(CCK)도 샘창자에서 동시에 분비되는 주된 호르몬으로, 콜레시스토키닌은 쓸개의 수축을 자극하여 쓸개가 보관하고 있던 쓸개즙이 이동하도록 한다.
프로세크레틴(prosecretin)은 세크레틴의 전구 물질로 소화 시에 나타난다. 세크레틴은 평소에는 사용할 수 없는 형태인 프로세크레틴으로 보관되다가 위산에 의해 활성화된다. 이는 간접적으로 샘창자 pH를 중화시키는 역할을 하여, 작은창자가 산에 의해 손상되지 않도록 만든다.
2007년, 세크레틴은 시상하부, 뇌하수체, 콩팥에 작용하여 삼투압조절에 기여한다는 사실이 알려졌다.

## 역사
세크레틴은 가장 먼저 발견된 호르몬이다. 1902년, 윌리엄 베일리스와 어니스트 스탈링은 신경계가 소화 과정을 조절하는 방식에 대해 연구하고 있었다. 당시에는 이자가 날문조임근을 통해 샘창자로 들어온 음식(미즙)에 반응하여 소화액을 분비한다는 사실이 알려져 있었다. 베일리스와 스탈링은 실험용 동물의 이자로 향하는 모든 신경들을 절단하는 방식을 통해 이 과정은 사실 신경계에 의해 조절되는 것이 아니란 것을 알아냈다. 또한 창자를 둘러싸고 있는 세포에서 분비된 물질이 혈류를 통해 운송되어 이자를 자극한다는 것 역시 밝혔다. 이들은 이 창자가 분비하는 물질을 세크레틴이라고 이름 붙였다. 세크레틴은 처음으로 발견된 화학전령이다. 이런 유형의 물질은 현재 호르몬이라고 불리며, 호르몬이라는 용어는 1905년 스탈링에 의해 만들어졌다.

## 구조
세크레틴은 처음에는 프로세크레틴이라는 120개의 아미노산으로 이루어진 전구 단백질로 합성된다. 프로세크레틴은 N 말단 신호 펩타이드, 스페이서, 세크레틴 (28 ~ 54개의 잔기), 72개의 C 말단 펩타이드로 구성되어 있다.
성숙한 세크레틴 펩타이드는 선형의 펩타이드 호르몬으로 27개의 아미노산으로 이루어져 있으며 분자량은 3055이다. 5번과 13번 사이의 아미노산에 의해 나선 구조가 형성된다. 세크레틴의 아미노산 서열은 글루카곤, 혈관작용창자펩타이드(VIP), 위억제폴리펩타이드(GIP)와 다소 유사하다. 세크레틴을 구성하는 27개의 아미노산 중 14개가 글루카곤에서, 7개가 VIP에, 10개가 GIP에 똑같은 위치에 존재한다.
또한 세크레틴의 C 말단에는 아마이드화된 발린이 존재한다. 세크레틴의 아미노산 서열은 H–His-Ser-Asp-Gly-Thr-Phe-Thr-Ser-Glu-Leu-Ser-Arg-Leu-Arg-Asp-Ser-Ala-Arg-Leu-Gln-Arg-Leu-Leu-Gln-Gly-Leu-Val–NH2이다.

## 생산과 분비
세크레틴은 S세포 세포질의 분비과립에서 합성된다. S세포는 주로 샘창자의 점막에서 발견되며 작은창자의 일부인 빈창자에서도 적은 수가 발견된다.
샘창자의 pH가 낮아지면 이에 반응하여 세크레틴이 순환계나 창자 내강으로 방출된다. 반응하는 pH 범위는 종에 따라 2 ~ 4.5 사이로 다르다. 샘창자가 산성이 되는 것은 위에서 날문조임근을 통해 샘창자로 들어온 미즙의 안에 들어 있는 염산 때문이다. 또한 단백질이 소화되고 나오는 생산물이 작은창자 상부의 점막에 닿으면 세크레틴의 분비가 증가한다.
위산의 분비를 감소시키는 H2 길항제는 세크레틴의 분비를 억제한다. 위산 분비가 감소해 샘창자의 pH가 4.5보다 올라가면 세크레틴이 분비될 수 없게 된다.

## 기능

### pH 조절
세크레틴은 샘창자의 pH를 중화시켜 이자에서 나오는 소화 효소(아밀레이스, 라이페이스 등)가 최적의 기능을 할 수 있도록 만든다.
세크레틴은 이자를 표적으로 하는데, 이자 샘꽈리중심세포의 세포막에는 세크레틴 수용체가 존재한다. 세크레틴이 이 수용체들에 결합하면 아데닐산고리화효소의 활성을 자극하여 ATP가 cAMP로 전환되도록 만든다. cAMP는 세포 내부의 신호 전달 과정에서 2차 전달자로 작용하여 이자가 창자로 중탄산염이 풍부한 액체를 분비하도록 한다. 중탄산염은 산을 중화시키는 염기로 작은창자의 다른 소화 효소들이 작용하기 좋은 pH를 형성한다.
또한 세크레틴은 샘창자의 브루너샘에서 물과 중탄산염 분비를 증가시켜 산성을 띄는 미즙에 포함된 양성자를 완충하고 위의 벽세포에서 산 분비를 감소시킨다. 적어도 세 가지 기전을 통해 위와 같은 과정이 발생한다. 첫째는 소마토스타틴 분비 촉진, 둘째는 날문방에서 가스트린 분비 억제, 셋째는 벽세포의 산 분비 기전을 직접적으로 하향조절하는 것이다.
한편 세크레틴은 이자에서의 인슐린 분비 증가를 유발해 포도당을 섭취했을 때 혈당 상승에 대응한다.

### 삼투압조절
세크레틴은 이자관 세포, 간의 쓸개관세포, 부고환 상피세포에서 물과 전해질 수송을 조절한다. 또한 바소프레신(항이뇨호르몬)과는 독립적으로 콩팥의 물 재흡수를 조절하는 역할을 한다.
세크레틴은 시상하부에 위치한 뇌실곁핵, 교차위핵의 거대세포성 신경분비세포와 뇌하수체 후엽으로 가는 신경뇌하수체로에서 발견된다. 삼투압농도가 증가하면 세크레틴은 뇌하수체 후엽에서 분비된다. 시상하부에서 세크레틴은 바소프레신 방출을 활성화시킨다. 또한 안지오텐신 II의 중추성 효과를 일으키는 데에도 세크레틴이 필요하다. 세크레틴이나 세크레틴 수용체가 없도록 유전자 제거를 일으킨 동물들에서, 안지오텐신 II를 중추신경계에 주입하여도 물 섭취나 바소프레신 방출의 자극을 일으킬 수 없다는 연구 결과가 있다.I
세크레틴 분비 이상을 통해 D형 항이뇨호르몬부적절분비증후군(SIADH)의 기저에 존재하는 이상에 대해 설명할 수 있다는 주장이 연구를 통해 제기되었다. 이 질병을 가진 환자들은 바소프레신 분비와 반응은 정상이지만 콩팥의 기능이나 아쿠아포린 2의 전위, 혹은 양쪽 모두에 이상이 나타난다. 따라서 연구에서는 세크레틴이 오랫동안 밝혀지지 않았던 바소프레신 비의존적인 기전일 수 있다고 주장한다.

### 음식 섭취
세크레틴과 그 수용체는 여러 서로 다른 시상하부의 신경핵에서 발견되는데, 그 중에는 신체 에너지 항상성을 조절하는 주된 뇌의 부위인 뇌실곁핵과 활꼴핵도 포함된다. 세크레틴을 중추든 말초든 주입하면 쥐에서 음식 섭취량을 감소시킨다는 사실이 밝혀졌는데, 이는 세크레틴이 식욕억제 기능을 한다는 것을 시사한다. 이러한 식욕억제 기능은 중추멜라노코르틴계를 통해 매개된다.

## 활용
세크레틴은 이자 기능을 진단하기 위한 검사들에 사용된다. 세크레틴을 주입한 후에는 자기공명영상(MRI), 여러 비침습적 방법, 혹은 내시경이나 관을 입에서 샘창자까지 집어넣어 세크레틴을 주입하여 만들어진 이자의 분비액을 모으는 방식 등으로 이자의 기능을 검사할 수 있다.
재조합 사람 세크레틴은 2004년부터 이러한 진단적 목적으로 사용이 가능해졌다. 2012년부터 2015년까지는 이 약제의 사용에 문제들이 있었다.

## 연구
1990년대에는 창자-뇌 연결 가설에 기반을 두고 자폐 스펙트럼에 대한 치료제로 세크레틴을 쓸 수 있다는 주장이 각광을 받았다. 이 때문에 NIH는 일련의 임상시험을 거친 뒤 세크레틴이 효율적인 치료제가 아니라는 것을 밝혀내 흥미를 종식시켰다.
친화성이 높고 최적화된 세크레틴 수용체 길항제인 (Y10,c[E16,K20],I17,Cha22,R25)sec(6-27)가 설계, 개발되어 세크레틴 수용체를 비활성 형태로 만들어 안정화시키고, 궁극적으로는 구조적 특성을 규명할 수 있었다.